# Karl-Marx-Allee (Berlin)
Karl-Marx-Allee (z niem. „aleja Karola Marksa”) – ważna arteria komunikacyjna w Berlinie, w okręgach administracyjnych Mitte i Friedrichshain-Kreuzberg.
Aleja początkowo nosiła nazwę Große Frankfurter Straße, jednak 21 grudnia 1949 roku została przemianowana na Stalinallee (z niem. „Aleja Stalina”), z okazji 70. rocznicy urodzin przywódcy ZSRR. Była sztandarowym projektem odbudowy Niemiec Wschodnich po II wojnie światowej. Została zaprojektowana przez takich architektów jak: Hermann Henselmann, Egon Hartmann, Hanns Hopp, Kurt Walter Leucht, Richard Paulick, Karl Souradny.
13 listopada 1961 dokonano kolejnej zmiany nazwy na Karl-Marx-Allee (obowiązującą do dziś). Prowadzi z Alexanderplatz przez Strausberger Platz aż do Frankfurter Tor, gdzie przechodzi we Frankfurter Allee. Aleja jest częścią drogi krajowej B1 i B5, pod nią biegnie linia metra U5.
16 czerwca 1953 roku robotnicy budowlani pracujący na Stalinallee rozpoczęli strajk przeciwko decyzjom o zwiększeniu norm wydajności pracy. Protesty rozprzestrzeniły się na inne części miasta i całą Niemiecką Republikę Demokratyczną.

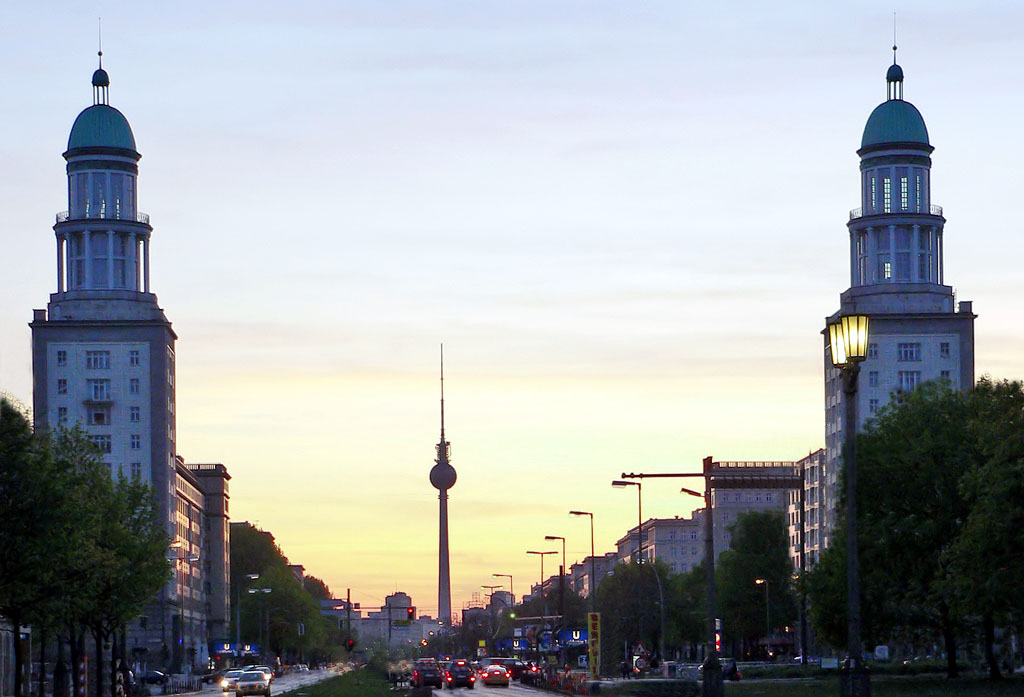
Frankfurter Tor
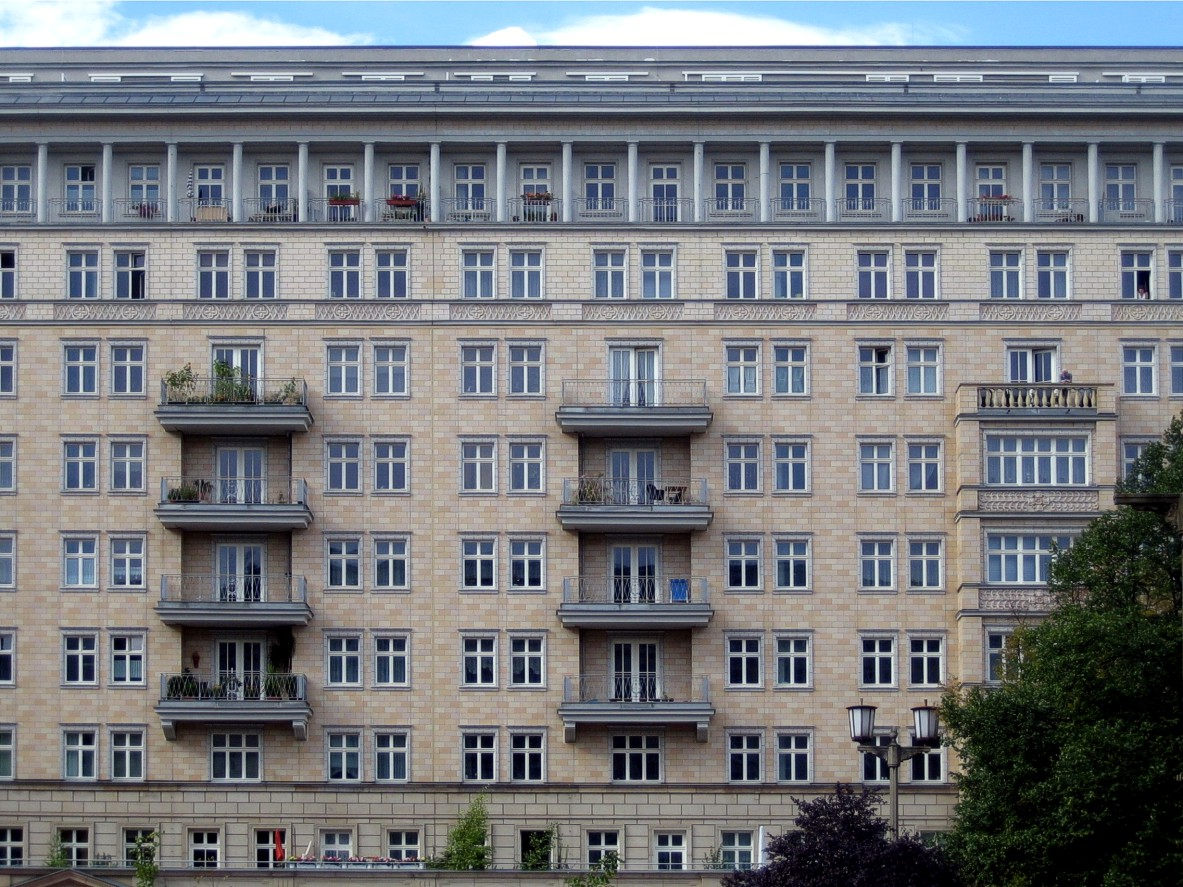
Blok mieszkalny
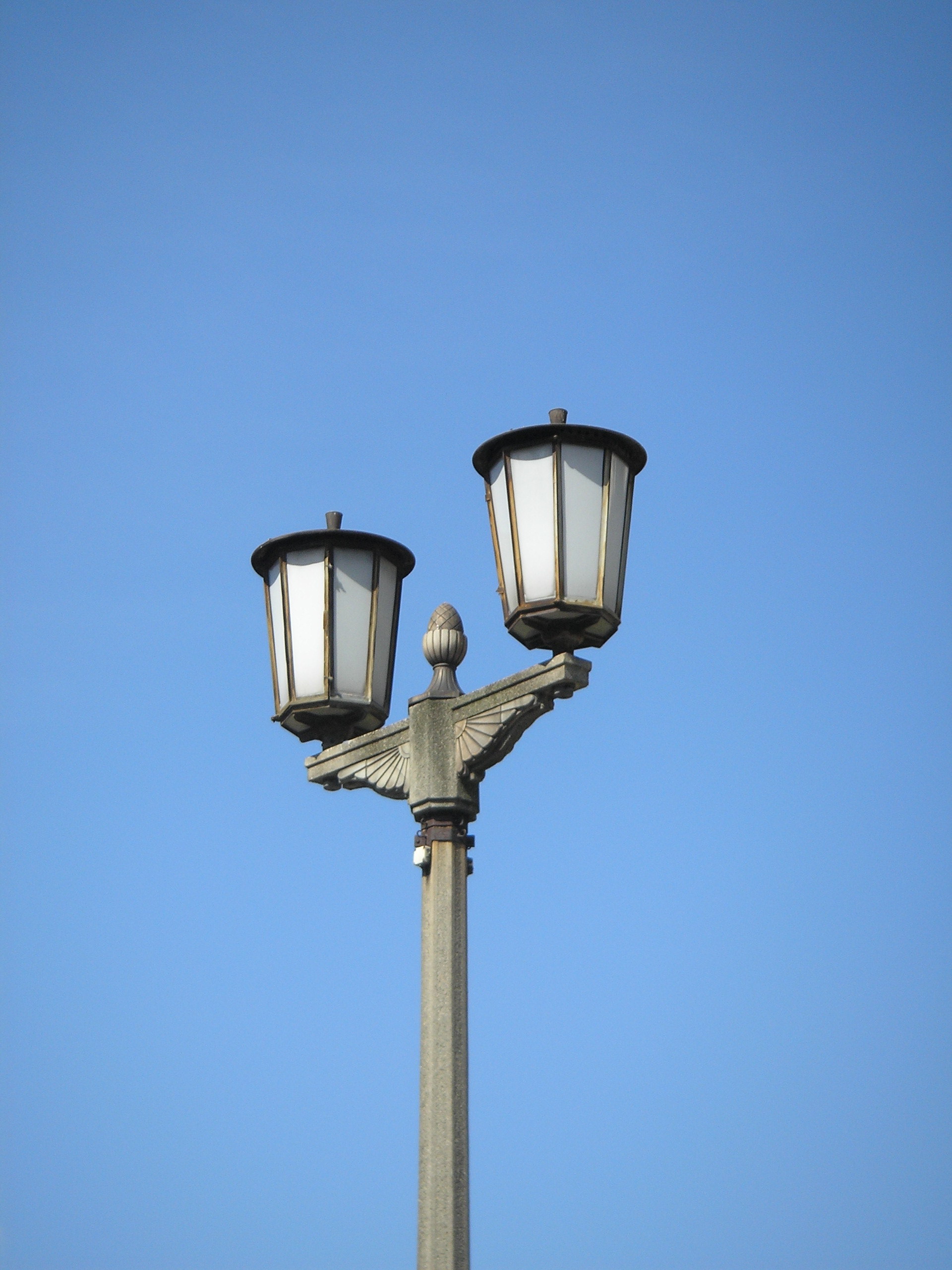
Zabytkowa latarnia uliczna